# Chronik der Gemeinde Fahrenwalde
Die Chronik der Gemeinde Fahrenwalde listet Ereignisse der Geschichte Fahrenwaldes tabellarisch auf. Die Frühgeschichte bezieht sich auf die Region.
| Zeittafel        | Ereignisse |
| ---------------- | --- |
| um 1200 v. u. Z. | Wahrscheinlicher Bau des Ringwalls (100×60 m, etwa 10 m hoch) zwischen Fahrenwalde und Caselow durch bronzezeitliche Stämme, die aufgrund gefundener Gegenstände (Scherben) offenbar zur Lausitzer Kultur gehörten. |
| um 700 v. u. Z.  | Aus dem Westen rückten germanische Stämme vor und besetzen große Gebiete der Uckermark. Die Höhenburg bei Fahrenwalde war ebenso wie die Niederungsburg (Moorburg auf einer Insel, nahe der Heidemühle) eines der großen Hindernisse dieser Landnahme. |
| um 600 v. u. Z.  | Die germanischen Stämme hatten das Gebiet an der Odermündung eingenommen und alle ehemaligen Burgen (inklusive Ringwall bei Fahrenwalde) verloren an Bedeutung. Es gab Hinweise dafür, dass es westlich des Ringwalls eine bronzezeitliche Siedlung gab. |
| 400–600          | Im Zuge der Völkerwanderung verließen die germanischen Stämme das Gebiet und slawische Stämme dringen vor. Es entsteht für Jahrhunderte eine slawische Siedlung an der Westseite des Ringwalls. |
| 600–800          | Die slawischen Stämme spalteten sich in kleinere und größere Stämme auf; in der nördlichen und östlichen Uckermark lebte der Stamm der Ukranen/Ukrer, der wiederum zum Stammesverband der Wenden bzw. Lutizier gehört. |
| um 900           | Die Vorstöße germanischer Stämme zwangen die Slawen erneut zur Anlage von Befestigungen, der noch vorhandene Ringwall und die Moorburg wurden wieder zur Verteidigung genutzt. |
| 1100–1200        | Endgültige Kolonisation des Gebietes durch Deutsche. Die Bedeutung von Ringwällen, die vorwiegend aus aufgeschütteten Erdwällen mit Holzaufbauten bestehen, geht zurück. Die slawische Siedlung verödet und der jetzige Siedlungsraum des Dorfes entwickelt sich. |
| 1200–1400        | Etwa um diese Zeit existierte eine kleine Siedlung im südlichen Teil der Caselower Heide, die dann aufgegeben wurde. |
| 1368             | In einem Brief des Sabinenklosters zu Prenzlau wurde eine Bethike de Fahrenwalde erwähnt; ebenso in einem ähnlichen Brief von 1372, bei dem es um einen Lehnbrief zum Dorf Blindow bei Prenzlau ging. Ob dieser Personenname sich auch auf den Ortsnamen bezog, blieb umstritten. |
| 1375             | Im Landbuch Kaiser Karls IV. hieß es, dass Vorenwolde den Herzögen von Stettin verpfändet war und dass von den 60 Hufe des Hufenlands 3 Hufen dem Pfarrer gehören. Syvert von Buch und sein Onkel besaßen davon einen 8 Hufen großen Ritterhof. Von den 57 Wörden der Kossäten waren lediglich 12 besetzt. Dieses Datum galt als erste sichere Erwähnung des Ortes und zu jener Zeit wurde offenbar auch die Dorfkirche erbaut. |
| 1443             | Von Buch erhielt vom Kurfürst Friedrich II. einen Lehnbrief u. a. von Fahrenwalde. Die Schulenburgs von Löcknitz hatten hier ebenfalls Besitztümer. |
| 1461             | Fahrenwalde wurde Wohnsitz der von Buch. |
| 1543             | In Folge der Kriegswirren nach dem Bauernkrieg war die Pfarrstelle unbesetzt und wurde bis 1857 eine Filiale von Zerrentin. |
| 1578             | In Fahrenwalde gab es einen Dorfschulzen, der 4 Hufen besaß, 16 Bauernwirtschaften (mit mehr als 1 Hufe) und 7 Kossäten (1 Hufe und weniger). Außerdem arbeiteten ein Schmied und ein Hirte im Dorf. |
| 1608             | Die Statistik vermerkte 17 Bauern und 5 Kossäten |
| 1624             | Im Dorf gab es 17 Bauern und 6 Kossäten, insgesamt 62 Hufen Land. |
| 1650             | Der Anteil, den von Buch in Fahrenwalde besaß, ging auf die von Winterfeld in Schmarsow über. |
| 1661             | Der älteste, noch erhaltene Abendmahlkelch bekam die Inschrift: „Dieser Kelch verehret Maria Farenwols, den 4. December 1661“ (damit war die Maria gewidmete Kirche gemeint). |
| 1685             | Die zwischen Fahrenwalde und Caselow gelegene Heidemühle wurde erstmals urkundlich erwähnt. |
| 1688             | Durch die Auswirkungen des Dreißigjährigen Kriegs waren noch immer 9 Bauern- und 6 Kossätenhöfe unbesetzt. In diesem Jahr wurde erstmals die Schulstelle erwähnt. |
| 1697             | Die nach dem Edikt von Potsdam (1685) aus Frankreich eingewanderten 9 Hugenotten-Familien bekamen insgesamt 28 Hufen Land zugewiesen. Sie erhielten für die ersten 10 Jahre volle und für die folgenden 10 Jahre halbe Steuerfreiheit. |
| 1741             | berichtete der Prediger Wigand zu Wetzenow über Altertümer im Caselower Forst und sprach dabei von „zwei mit sehr starken Eichen überwachsenen Schanzen, die etwa anderthalb Bogenschüsse voneinander entfernt sind. In der größeren könnten wohl 3 Scheffel Getreide ausgesät werden.“ |
| 1745             | Im Dorf gab es inzwischen wieder 17 Bauern- und 3 Kossätenwirtschaften. |
| 1775             | Die Bücher vermerkten 17 Bauern, 7 Kossäten und 21 Büdner (besaßen wenig bis kein Land). |
| 1776             | Für die Fahrenwalder Kirche wurde die große Glocke (Durchmesser 84 cm) von F. Thiel in Berlin gegossen. |
| um 1800          | Das Dorf hatte 425 Einwohner, davon waren 16 als Ganzbauern und 3 als Halbbauern angegeben. Mit 3777 Morgen übertraf es dabei die Größe der Gemarkung Brüssow. |
| 1813             | Im Befreiungskrieg gegen Napoleon fielen drei Fahrenwalder Bürger. Gedenktafeln befinden sich noch in der Kirche. |
| 1820             | Der Gans-Pool wurde ausgemessen und hatte ein Ausmaß von 178 Ruten (1 Rute= 3,766 m). Er war lange (nach dem Schepa-Pool, der nach der ehemaligen Schäferei benannt war) der zweitgrößte Teich des Dorfs. Jetzt befindet sich dort ein Reitplatz. |
| 1840             | Die Statistik gab 67 Wohnhäuser an. |
| um 1846          | Der aus Bergholz stammende Altlutheraner Jean/John Sy wurde Mitbegründer der Orte Bergholz und Walmore (nahe der Niagara-Fälle); dieser Auswanderungswelle schlossen sich auch einige Fahrenwalder an. |
| 1847             | wurde als gemeinschaftliche Anlage u. a. das Gebiet des Stadtbrooks (Richtung Broellin), das des Schwarzen Grabens (Richtung Caselow) und das des Röt-Pools bzw. Rötpfuhls beschrieben. Es wurde erstmals eine Baumschule Zum Dorfe bzw. zum Gebrauch sämtlicher Fahrenwalder Einwohner erwähnt, diese hatte eine Größe von 45 Ruten. Im Dorf existieren drei Schneider. Die in dieser Zeit am Ortsausgang nach Broellin gebaute Windmühle (Müller Beschoren) wurde 1847 noch als Baustelle bezeichnet.                               |
| 1856             | Das Dorf zählte 609 Einwohner. |
| 1857             | Abraham Bettac erhielt eine Konzession für eine Ziegelei und nahm die Produktion auf. |
| 1858             | Pfarrer Büchsel übernahm sein Amt im jetzt selbstständigen Pfarramt Fahrenwalde, ihm folgen Herman Hoehne und Ottomar Hoehne. |
| 1860             | Die Einwohnerzahl stieg auf 600, nahm dann aber etwas ab. Es gab eine zweite Ziegelei und zwei Getreidemühlen. |
| 1861             | Mit 319 Morgen und zwei Häusern war Karlsruh ein Ackergut des von Arnim. |
| 1870/71          | Im Deutsch-Französischen Krieg fielen vier Fahrenwalder Bürger. Wilhelm Lindow übernahm, aus Wetzenow kommend, die Stelle des Dorflehrers (bis 1910) und unterrichtete allein oft über 100 Kinder. Karlsruh gehört zum Gemeindebezirk Fahrenwalde. |
| 1875             | Am 27. Mai wurde im alten Schulhaus der uckermärkische Heimatdichter Max Lindow geboren. Er verbrachte hier seine Jugend und der Schöpfer des Uckermärkerliedes erinnerte daran auch in seinen Erzählungen. |
| 1878             | Die Heidemühle brannte ab und der Besitzer verarmte. |
| um 1880–1890     | Es konnte als gesichert gelten, dass seit spätestens dieser Zeit im Dorf ein gemeinschaftlicher Eiskeller (eine schilfgedeckte Grube mit Torf und Ziegeln isoliert) für Lebensmittel aller Art auf dem Parkplatz der späteren Maschinen-Traktoren-Station (MTS) existierte. Im Winter wurde sie mit Eis gefüllt. |
| 1888             | Die Heidemühle wurde als Wassermühle wieder aufgebaut (H. Labeau), sie erhielt zusätzlich eine Gaststätte mit Saal und Kegelbahn. |
| 1892             | gründete sich die dörfliche Molkereigenossenschaft aus acht Mitgliedern. Da als Sicherheit insgesamt 27 Hufen Land zählten, konnte von der Kreditsumme aus dem Bettacschen Stallgebäude die Dampfmolkerei Fahrenwalde gebaut werden. Die Verträge dazu setzte Lehrer Lindow auf. Willi Holz übernahm die Gastwirtschaft an der Eckkreuzung und baute sie gründlich um. |
| 1894             | errichtete die Familie Ritzow eine Schmiede im Dorf, das Gebäude steht noch heute neben der ehemaligen Molkerei. |
| 1895             | Otto Rahn zog als Maurerlehrling nach Fahrenwalde und beteiligte sich in dieser Funktion auch beim Umbau der Dampfmolkerei. Er wurde Hofmaurer bei von Arnim in Züsedom und übernahm u. a. mit W. Pahl die Maurerarbeiten im Dorf. |
| 1895–1900        | Etwa während dieser Zeit war (nach Angaben des Dorfpfarrers M. Schultze aus dem Jahre 1927) das Gebiet des großen Ringwalls aufgeforstet worden. Davor war es eine Pferdekoppel. |
| 1900             | Eine Zählung vermerkte: 65 Wohnhäuser, 13 Bauernhofbesitzer (19–86 ha), 6 Büdner (2–10 ha), 2 Schmiede, 1 Müller und Bäcker, 1 Müller und Schankwirt, 1 Müller, 1 Gastwirt, 1 Schankwirt, 1 Schlächter, 1 Förster, 1 Steueraufseher, 1 Molkereiverwalter, 1 Pastor, 2 Lehrer, 3 Schneider (viele Handwerker hatten zusätzlich etwas Land). |
| 1906             | Renovierung des Kirchturms, er erhielt eine Uhr. |
| 1909             | Eine Ansichtskarte aus diesem Jahre zeigte die Gastwirtschaft Herrmann Lejeune in der Dorfmitte, sie hatte auch Gästezimmer. Zuvor gehörte diese der Familie Käding als Gastwirtschaft und Kolonialwarenhandlung. |
| 1910             | Lehrer Bechner wurde neuer Dorflehrer (bis 1920). |
| 1911             | Die Elektrizitätsgenossenschaft e.G.m.b.H. Fahrenwalde gründete sich mit 48 Mitgliedern und war verantwortlich für alle Anschlüsse ab Transformator. Bis dorthin lieferte den Strom die Überlandzentrale der Provinz Pommern, Sitz Stettin. Die Straßenbeleuchtung hat 5 Brennstellen und der Nachtwächter schaltete sie um Mitternacht ab. |
| um 1918          | Sprengung der Bockwindmühle am Weg nach Carmzow |
| 1920             | An der Stelle, wo früher der sogenannte Eck-Pool war, entstand für die 22 Gefallenen des Ersten Weltkrieges aus dem Ort ein Kriegerdenkmal. Lehrer Rieck, genannt Kösta Willem übernahm die Stelle des Dorflehrers bis 1930; die Kinder kamen ausschließlich in Kurkeln (Holzschuhe) und oft kontrollierte der Lehrer die Sauberkeit. |
| 1921             | An der Eckkreuzung gründete der Schmiedemeister Karl Vangermain eine Schmiede. |
| 1922             | Meister Hartwig eröffnete, aus Prenzklau kommend, im Ort eine Schusterei. Später errichtete sein ehemaliger Lehrling B. Gradhand im Dorf eine zweite Schusterei/Kurkelmacherei, die besonders im Winter ebenfalls viele Jahrzehnte ein beliebter Treffpunkt war (intern Gasthof Zum Goldenen Kurkel genannt). |
| 1923             | Zwischen 1923 und 1928 gab es im Ort einen berittenen Gendarmeriestützpunkt. Dieser war vom Oberlandjäger P. Brandenburg besetzt und er kontrollierte u. a. vom Pferd aus die Sauberkeit der Dorfstraße, die Einhaltung der Sonntagsruhe u. v. a.; Uneinsichtige wurden ggf. ins Spritzenhaus gesperrt. |
| 1926             | P. Reinke kaufte die Gastwirtschaft in der Dorfmitte und vererbte sie später seinem Schwiegersohn. Pastor Martin Schultze, hier Pfarrer seit 1911, ließ sich nach Meinungsverschiedenheiten mit dem Bürgermeister versetzen. Er interessierte sich sehr für die regionale Altertumsforschung und schrieb darüber auch im Prenzlauer Heimatkalender. |
| 1930             | Herr Splettstößer pachtete die Gastwirtschaft W. Holz. Es gab dort jetzt eine Postagentur, ein erweitertes Warenangebot und im Saal fanden viele Veranstaltungen statt. |
| 1930–1940        | Der große Röt-Pool/Rötpfuhl war bevorzugter Badeplatz der jetzt radfahrenden Dorfjugend. Am Weg nach Carmzow gelegen, wurde er in früheren Jahrzehnten wegen seiner Wasserqualität oft zum Wäschewaschen genutzt und diente zum Röten des Flachses. |
| 1931             | Es wurden 87 Wohnhäuser gezählt. |
| 1933             | Nachdem zuvor nur die beiden Gaststätten Telefone besaßen, gab es nun weitere, private Anschlüsse. |
| 1935             | Durch einen Vertrag mit dem Großhändler Trettin in Stettin wurde die Abnahme aller Butter zu gesetzlichen Preisen garantiert, dadurch erhöhte sich der Wohlstand der Bauernschaft. Am Ortsausgang wurde die neue Schule gebaut. |
| 1939             | Die Statistik zählte: 1 Betrieb über 100 ha, 10 Betriebe zwischen 20 und 100 ha, 11 zwischen 10 und 20 ha, 7 zwischen 5 und 10 ha, 21 zwischen 5 und 0,5 ha. Am 1. September begann der Zweite Weltkrieg und etwa 30 Fahrenwalder starben an der Front und beim Treck oder galten als vermisst. |
| 1941             | Am 20. April 1941 fielen die ersten Bomben (Ortsausgang Richtung Friedrichshof), richteten aber keinen Schaden an. |
| 1944/45          | Durch Fliegerbomben wurde u. a. der Stall des Bauern Rossow getroffen. |
| 1945             | Am 25. April verließen die Einwohner geschlossen im Treck auf Fuhrwerken den Ort westwärts. Alle Stalltiere wurden ausgesetzt. Am selben Tag forderte ein Luftangriff einen Toten und eine Verletzte. Bei Kampfhandlungen in Dorfnähe starben drei Soldaten (davon 2 anonym) und ein Pilot stürzte ab. Die Einwohner waren ein bis zwei Monate später wieder da, dazu viele Flüchtlinge aus östlichen Gebieten, alle erhielten Notquartiere.                                                                                          |
| 1946             | hatte Fahrenwalde zusammen mit Stramehl 778 Einwohner, davon waren wenigstens 250 Flüchtlinge. Die Typhusepidemie der Nachkriegsjahre fordert 10 Opfer. Die Molkerei nahm auf Weisung der zuständigen Kommandantur in Brüssow (Major Schesterow) ihren Betrieb wieder auf und musste die Dampfmaschine mit Holz heizen, da Kohle Mangelware war. |
| 1949             | Durch die Bodenreform wurden 310 ha enteignet. Davon gingen 68 ha an neun landlose Bauern, 50 ha an 12 landarme Bauern, 161 ha an 21 Umsiedler. Durch einen Sturm wurde die Windmühle so beschädigt, dass sie der Müllermeister auf Elektroantrieb umstellte. |
| 1950             | kehrten die letzten 3 Fahrenwalder aus sowjetischer Kriegsgefangenschaft zurück. Aus Fahrenwalde waren allein in der Sowjetunion 14 Kriegsgefangene für durchschnittlich 3 Jahre. Johannes Troschke übernahm die Pfarre bis 1966. Seine Tochter Hildegard betrieb im Ort eine Damenschneiderei. |
| 1952             | Durch die Verwaltungsreform im Juli gehörte das Dorf nicht mehr zum uckermärkischen Kreis Prenzlau (Provinz Brandenburg), sondern zum Kreis Pasewalk (Bezirk Neubrandenburg). Die Maschinen-Ausleih-Station (MAS) gründete sich. |
| 1953             | Die Gemeinschaftsfleischerei Laurent nahm ihren Betrieb auf. |
| 1955             | Im Juli wurde aus dem Betrieb der Örtlichen Landwirtschaft (ÖLB) unter der Leitung von H. Krappe die Landwirtschaftliche Produktionsgenossenschaft (LPG) Rotes Banner mit 40 Mitgliedern und 99 ha landwirtschaftlicher Nutzfläche. |
| 1956             | Die LPG baute den Offenstall. Um die dortige Wasserversorgung zu sichern, wurde in der ehemals Schillingschen Koppel ein kleines Pumpenhaus errichtet. Ein Jahr später schlossen sich die Molkerei und die Fleischerei dort an. Bis dahin wurde das Wasser zumeist aus öffentlichen Pumpen (z. B. der Popenputten neben dem Pfarramt) geholt. |
| 1957             | Die MAS entwickelte sich zur Maschinen-Traktoren-Station (MTS), ihr Fuhrpark erweiterte sich stark, auch ein Mähdrescher gehörte dazu. Karlsruh wurde wieder Ortsteil von Fahrenwalde (zuvor Amtsbezirk Brüssow). |
| 1958             | Da am westlichen Ortsausgang eine große Schweinemastanlage gebaut und mit Wasser versorgt werden musste, entstand die örtliche zentrale Wasserleitung mit immer mehr privaten Anschlussstellen. Ein großes Pumpenhaus wurde ein Jahr später errichtet. An der Straße gab es Hydranten. Die Sportgemeinschaft Fahrenwalde gründete sich, nachdem Bauer Hansmann eine Fläche für den Fußballplatz zur Verfügung stellte. Aus der SG wurde der Fußballverein Blau-Weiß Fahrenwalde. Dessen erstes Auswärtsspiel fand in Nadrensee statt. |
| 1959             | Die LPG Typ III Broellin fusionierte mit der LPG Typ III Fahrenwalde. |
| 1960             | Auf dem Berg hinter dem Schepa-Pool richtete die LPG eine Gärtnerei ein und errichtete dort später einige Gewächshäuser, inklusive eines Heizhauses. Erster Leiter wurde A. Lucius. Die Mühle am westlichen Ortsausgang wurde stillgelegt. |
| 1961             | Über die noch offene Grenze hatten seit Kriegsende bis zum 13. August wenigstens 50 Erwachsene (zuzüglich Kinder) die DDR in Richtung Westen verlassen. Die Dorfschmiede an der Schmiedeecke stellte ihren Betrieb ein, später übernahm ihre Aufgabe eine LPG-Schmiede nahe dem Gans-Pool. Auch die Schuhmacherei von E. Gradhand ging ein. In Fahrenwalde, Broellin und Friedrichshof wurden jeweils LPGen Typ I (mit individueller Viehhaltung) gegründet.                                                                          |
| 1962             | Die LPG baute ein Haus für den Agrarökonomen Dr. Funk, der dort eine Leitungsfunktion bekam, seine Frau übernahm die Dorfschule. |
| 1963             | Ein Neubau mit 32 Wohnungen wurde am Weg zur Heidemühle errichtet. In der Saison 1962/63 wurde die Damen-Handballmannschaft (SG Blau-Weiß) des Ortes Bezirksmeister der Landjugend. |
| 1964–1968        | An die Fahrenwalder LPG Typ III schlossen sich die LPGen Typ I in Broellin, Fahrenwalde und Friedrichshof an. In diesen Jahren wurden auch die Schulklassen schrittweise nach Züsedom verlegt. Die Fleischerei stellte 1968 ihre Tätigkeit ein. |
| 1968/69          | Die Maurerbrigade der LPG baute einen zusätzlichen Schweinestall im Ortsteil Karlsruh. Damit verfügte sie mit Fahrenwalde West und dem Ortsteil Herrmannshof über 3 große und mehrere kleinere Mastanlagen. |
| 1972             | Im Dorfzentrum wurde eine neue Gaststätte mit Saal und eine Verkaufsstelle gebaut. Hier zog 1973 auch die Konsum-Verkaufsstelle, die sich lange Jahre auf dem Holzschen Grundstück an der Eckkreuzung befand, ein. In diesem Jahr besaß die LPG etwa 600 Kühe (35 je ha, Milchleistung 3400 kg pro Jahr und Kuh). |
| 1973             | Gründung der Kooperativen Abteilung Pflanzenproduktion (KAP) Rollwitz gemeinsam mit den LPGen Fahrenwalde und Nieden |
| 1975             | In Fahrenwalde gab es eine LPG Pflanzenproduktion und LPG Tierproduktion |
| 1981             | gründete H. Voesch in der Nähe des Löschwasserteichs (Zießenpool) eine Tischlerei, die später zum Holzgroßhandelsbetrieb wurde. |
| 1985             | 2. September: Gründung des FKK (Fahrenwalder Karneval Klub) Die Bäckerei Wolff schloss aus Altersgründen. Der letzte hier ansässige Pastor (Ruthenberg) verließ das Dorf. |
| 1988             | Die Molkerei bzw. Milchsammelstelle stellte ihren Betrieb ein. |
| 1989             | Politische Wende: die LPG löste sich auf, ihren Besitz übernahmen die Alteigentümer bzw. die Treuhandgesellschaft. Die Verkaufsstelle wurde privat weitergeführt. |
| 1990             | Am 11. November fand die letzte Festsitzung des FKK statt. |
| 1992             | wurde für einige Jahre an der Eckkreuzung die Gastwirtschaft zur Schmiede eröffnet (bis 1995). |
| 1998             | Nach siebenjähriger Pause fand in Fahrenwalde ein Reitertag statt. Der Reitsport ist der aktivste Bereich im SV Blau-Weiß. |
| 2000             | In der Dorfmitte entstand ein Kulturzentrum, in dem vielfältige Veranstaltungen stattfinden. |